# Кужель, Владимир Иванович
Владимир Иванович Кужель (11 января 1960, Алма-Ата — 9 декабря 2023, Алма-Ата) — советский и казахстанский театральный художник. Главный художник Государственного академического русского театра драмы имени М. Ю. Лермонтова (1993—2023). Заслуженный деятель Казахстана (2002). Лауреат Государственной премии Республики Казахстан (2002).

## Биография
В 1990 году окончил театральный факультет Алма-Атинского государственного театрально-художественного института им. Т. Жургенова по специальности «художник-постановщик театра, телевидения и кино».
С 1977 года — художник-бутафор Республиканского театра кукол. С 1983 года — художник-декоратор Государственного академического театра оперы и балета имени Абая. С 1989 года — главный художник экспериментального камерного театра, художник-постановщик Государственного академического театра оперы и балета имени Абая. С 1992 года — художник-постановщик Театра юного зрителя.
С 1993 года и до конца жизни — главный художник Национального русского театра драмы имени Михаила Лермонтова.
Скоропостижно скончался 9 декабря 2023 года на 64-м году жизни.

## Награды
- Лауреат Государственный премии Республики Казахстан за спектакль «Эзоп» (26.12.2002)[2]
- Заслуженный деятель Казахстана (2002)[3]